# Pierluigi Conforti
Pierluigi Conforti (Livorno, 15 de junio de 1946) es un expiloto de motociclismo italiano.

## Biografía
Obtuvo sus primeros éxitos en el trial con Guazzoni, donde fue campeón toscano de montaña entre 1970 y 1972, y en esta última temporada también fue Subcampeón italiano de montaña, de nuevo con el "mosquito" milanés.
Su carrera en el Campeonato del Mundo de Motociclismo comienza en la temporada 1975 con motivo del Gran Premio de las Naciones montando Malanca en 125cc.
A partir de ese momento comenzó su participación en el Mundial que duró hasta la temporada 1982, alternativamente en 125 y 250 cc. Su único éxito en un GP tuvo lugar en Gran Premio de Gran Bretaña de 1977 con una Morbidelli en 125.

## Resultados de carrera

### Campeonato del Mundo de Motociclismo

#### Carreras por año
Sistema de puntos desde 1969 a 1987:
| Posición | 1.º | 2.º | 3.º | 4.º | 5.º | 6.º | 7.º | 8.º | 9.º | 10.º |
| Puntos   | 15  | 12  | 10  | 8   | 6   | 5   | 4   | 3   | 2   | 1    |

Sistema de puntos desde 1988 a 1992:
| Posición | 1.º | 2.º | 3.º | 4.º | 5.º | 6.º | 7.º | 8.º | 9.º | 10.º | 11.º | 12.º | 13.º | 14.º | 15.º |
| Puntos   | 20  | 17  | 15  | 13  | 11  | 10  | 9   | 8   | 7   | 6    | 5    | 4    | 3    | 2    | 1    |

(Carreras en negrita indica pole position, carreras en cursiva indica vuelta rápida)
| Año  | Clase | Equipo               | 1     | 2       | 3       | 4       | 5       | 6       | 7       | 8     | 9      | 10      | 11    | 12    | 13    | 14    | 15 | Pts. | Pos. |
| ---- | ----- | -------------------- | ----- | ------- | ------- | ------- | ------- | ------- | ------- | ----- | ------ | ------- | ----- | ----- | ----- | ----- | -- | ---- | ---- |
| 1975 | 125cc | Malanca y Morbidelli | FRA - | ESP -   | AUT -   | GER -   | NAT 5   |         | NED -   | BEL - | SWE -  |         | CZE - | YUG 2 |       |       |    | 18   | 10.º |
| 1976 | 125cc | Morbidelli           |       | AUT -   | NAT 8   | YUG -   |         | NED -   | BEL -   | SWE - | FIN -  |         | GER - | ESP 7 |       |       |    | 7    | 20.º |
| 1977 | 125cc | Morbidelli           | VEN - | AUT 4   | GER Ret | NAT Ret | ESP -   | FRA 10  | YUG Ret | NED - | BEL 5  | SWE -   | FIN - |       | GBR 1 |       |    | 30   | 10.º |
| 1977 | 250cc | Yamaha y Morbidelli  | VEN - |         | GER DNQ | NAT 15  | ESP -   | FRA DNQ | YUG 5   | NED - | BEL 16 | SWE -   | FIN - | CZE - | GBR - |       |    | 6    | 25.º |
| 1978 | 125cc | MBA                  | VEN - | ESP Ret | AUT 5   | FRA 18  | NAT Ret | NED Ret | BEL -   | SWE - | FIN -  | GBR Ret | GER - |       | YUG 3 |       |    | 16   | 14.º |
| 1978 | 250cc | Yamaha               | VEN - | ESP Ret |         | FRA Ret | NAT -   | NED -   | BEL -   | SWE - | FIN -  | GBR Ret | GER - |       | YUG - |       |    | 0    | -    |
| 1978 | 350cc | Yamaha y Morbidelli  | VEN - | ESP -   | AUT Ret | FRA -   | NAT DNQ | NED -   |         | SWE - | FIN -  | GBR -   | GER - |       | YUG - |       |    | 0    | -    |
| 1979 | 125cc | MBA                  | VEN - | AUT -   | GER -   | NAT 7   | ESP -   | YUG -   | NED -   | BEL - | SWE -  | FIN -   | GBR - | CZE - | FRA - |       |    | 4    | 33.º |
| 1979 | 250cc | Yamaha               | VEN - |         | GER 14  | NAT DNQ | ESP -   | YUG -   | NED -   | BEL - | SWE -  | FIN -   | GBR - | CZE - | FRA - |       |    | 0    | -    |
| 1980 | 250cc | Yamaha               | NAT 3 | ESP -   | FRA DNQ | YUG -   | NED -   | BEL -   | FIN -   | GBR - | CZE -  | GER -   |       |       |       |       |    | 0    | -    |
| 1981 | 250cc | Kawasaki             | ARG - |         | GER -   | NAT -   | FRA -   | ESP -   |         | NED - | BEL -  | RSM 4   | GBR - | FIN - | SWE - | CZE - |    | 8    | 21.º |
| 1982 | 250cc | Kawasaki             |       |         | FRA -   | ESP -   | NAT 10  | NED -   | BEL -   | YUG - | GBR -  | SWE -   | FIN - | CZE - | RSM - | GER - |    | 1    | 32.º |